# Dieter Haak
Dieter Haak (* 18. März 1938 in Breckerfeld; † 10. Mai 2012 in Irland) war ein deutscher Jurist und Politiker der SPD.

## Leben

### Herkunft, Ausbildung und frühe Laufbahn
Haak studierte nach dem Abitur am Fichte-Gymnasium Hagen im Jahr 1957 Rechts- und Wirtschaftswissenschaften an den Universitäten Tübingen und Bonn. Seit 1958 war er Mitglied der christlichen Studentenverbindung Bonner Wingolf. Das erste juristische Staatsexamen absolvierte er 1961. Er promovierte 1963 zum Doktor der Rechtswissenschaften; das zweite juristische Staatsexamen legte er 1965 ab. 1967 war Haak als wissenschaftlicher Assistent an den Universitäten Bonn und Regensburg beschäftigt, woraufhin er von 1968 bis 1970 als Beamter im Planungsstab des damaligen nordrhein-westfälischen Ministerpräsidenten Heinz Kühn tätig war.

### Politische Laufbahn
Haak trat 1962 in die SPD ein und war von 1969 bis 1975 Mitglied des Stadtrats von Hagen. Von 1970 bis 1995 vertrat er seine Partei im Landtag von Nordrhein-Westfalen; von 1973 bis 1975 war er parlamentarischer Geschäftsführer der SPD-Landtagsfraktion, von 1975 bis 1980 deren Vorsitzender.
Von 1980 bis 1983 war er zunächst nordrhein-westfälischer Minister für Bundesangelegenheiten, Bevollmächtigter beim Bund und anschließend bis 1985 Justizminister. In der Zeit als Minister war er auch Mitglied bzw. stellvertretendes Mitglied des Bundesrates.
Nachdem bekannt wurde, dass ein Partner aus seiner Kanzlei in einen Bauskandal verwickelt war, musste er sein Ministeramt niederlegen.

### Persönliches
Dieter Haak verstarb am 10. Mai 2012 während einer Reise in Irland.